# Zorra
Zorra est un canton du comté d'Oxford, situé dans le sud-ouest de l'Ontario, au Canada. Municipalité principalement rurale, Zorra a été créée par la fusion des cantons d’East Nissouri, l'est de Zorra et nord Oxford. 
Il est surtout connu pour le week-end des Highland Games organisé chaque été à Embro, célébrant ainsi l'héritage des familles de pionniers écossais qui s'est développé à partir des années 1830 pour former près du quart de la population du comté. 

## Gouvernement
Le gouvernement municipal est dirigé par un maire et un conseiller de chacun des quatre quartiers géographiques de la commune: 
- Quartier 1 : partie sud du canton, l'ancien canton de nord d'Oxford (y compris Banner, Golspie), à l'exclusion de Thamesford
- Quartier 2 : Thamesford
- Quartier 3 : partie nord-ouest du canton, l'ancien canton d'East Nissouri (y compris Kintore, Uniondale)
- Quartier 4 : partie nord-est du canton, l'ancien canton de l'est Zorra (y compris Embro, Maplewood)

Marcus Ryan est l'actuel maire du Ontario après les élections municipales de 2018 en Ontario.   

## Démographie
| 2001  | 2006  | 2011  | 2016  |
| ----- | ----- | ----- | ----- |
| 8 052 | 8 125 | 8 058 | 8 138 |